# فزر رمادي مزرق
فزر رمادي مزرق (الاسم العلمي:Sideritis glauca) هو نوع من النباتات يتبع جنس الفزر من الفصيلة الشفوية.